# Olimpijski Konkurs Sztuki i Literatury 1936
Olimpijski Konkurs Sztuki i Literatury 1936 – 6. edycja konkursu, który odbył się podczas Letnich Igrzysk Olimpijskich w 1936 w Berlinie. Medale przyznawane były z literatury, architektury, muzyki, malarstwa i rzeźbiarstwa. Przyznano również medale za zasługi dla szybownictwa i alpinizmu. Wystawa odbyła się w hali tagowej Messe Berlin w dniach 15 lipca–16 sierpnia 1936. W zawodach udział wzięły 503 osoby (474 mężczyzn i 29 kobiet) z 24 państw świata.

## Udział Polski
Głównym organizatorem konkursów krajowych był Instytut Propagandy Sztuki, który współpracował z PKOL i Ministerstwem Wyznań Religijnych i Oświecenia Publicznego. 39 prac trzydziestu artystów zaprezentowano podczas wystawy Sport w sztuce. Jury uznało, że poziom prac jest zbyt niski, aby przyznać pierwsze nagrody.
Krajowego konkursu literackiego nie przeprowadzono, a na konkurs olimpijski wysłano Dysk olimpijski Jana Parandowskiego za który otrzymał on brązowy medal.
W krajowym konkursie malarskim nagrodzono obraz Łuczniczka Felicjana Kowarskiego, Polo Zygmunta Grabowskiego i Walka o piłkę Pawła Dadleza. W konkursie rzeźbiarskim nagrody przyznano Franciszkowi Masiakowi (Pływak), Józefowi Klukowskiemu (Piłka nożna) i Natanowi Rapaportowi (Tenis). Józef Klukowski w konkursie olimpijskim otrzymał srebrny medal, a Franciszek Masiak wyróżnienie.
W konkursie grafiki nagrodzono prace Stanisława Ostoji-Chrostowskiego Dyplom Yacht Clubu RP, która została nagrodzono potem w konkursie olimpijskim brązowym medalem i cykl grafik Stefana Mrożewskiego.
W konkursie na prace architektoniczne jury nagrodziło jedyną zgłoszoną pracę: projekt pływalni w Ciechocinku Romualda Gutta i Aleksandra Szniolisa.

## Medaliści

### Architektura
| Konkurencja               |                                               |                                           |                                                                    |
| ------------------------- | --------------------------------------------- | ----------------------------------------- | ------------------------------------------------------------------ |
| Projekty architektoniczne | Hermann Kutschera Stadion narciarski          | Werner March Boisko III Rzeszy            | Hermann Stiegholzer & Herbert Kastinger Centrum sportowe w Wiedniu |
| Plany miejskie            | Werner March & Walter March Boisko III Rzeszy | Charles Downing Lay Marine Park, Brooklyn | Theo Nußbaum Plan miasta i Centrum sportowe w Kolonii              |

### Literatura
| Konkurencja       |                              |                                  |                                 |
| ----------------- | ---------------------------- | -------------------------------- | ------------------------------- |
| Prace liryczne    | Felix Dhünen Biegacz         | Bruno Fattori Profil Azzurri     | Hans Stoiber Dysk               |
| Prace dramatyczne | −                            | −                                | −                               |
| Prace epiczne     | Urho Karhumäki Otwarte morze | Wilhelm Ehmer Na szczycie Świata | Jan Parandowski Dysk Olimpijski |

### Muzyka
| Konkurencja |                                         |                                      |                               |
| ----------- | --------------------------------------- | ------------------------------------ | ----------------------------- |
| Solo i chór | Paul Höffer Olympic Vow                 | Kurt Thomas Kantata Olimpijska, 1936 | Harald Genzmer Biegacz        |
| Instrumenty | −                                       | −                                    | −                             |
| Orkiestra   | Werner Egk Olimpijski festiwal muzyczny | Lino Liviabella Victor               | Jaroslav Křička Górski orszak |

### Malarstwo
| Konkurencja                |                                 |                                                        |                                                             |
| -------------------------- | ------------------------------- | ------------------------------------------------------ | ----------------------------------------------------------- |
| Malarstwo                  | −                               | Rudolf Eisenmenger Biegacze na linii końcowej          | Ryūji Fujita Hokej na lodzie                                |
| Rysownictwo i akwarele     | −                               | Romano Dazzi Four Sketches for Frescoes                | Sujaku Suzuki Klasyczny wyścig konny w Japonii              |
| Sztuka graficzna           | −                               | −                                                      | −                                                           |
| Reklamowa sztuka graficzna | Alex Diggelmann Arosa I Placard | Alfred Hierl Międzynarodowy wyścig samochodowy na Avus | Stanisław Ostoja-Chrostowski Certifikat Klubu Jachtingowego |

### Rzeźbiarstwo
| Konkurencja  |                                |                              |                                |
| ------------ | ------------------------------ | ---------------------------- | ------------------------------ |
| Statuetki    | Farpi Vignoli Posępny kierowca | Arno Breker Dziesięcioboista | Stig Blomberg Młodzi zapaśnicy |
| Płaskorzeźby | Emil Sutor Płotkarze           | Józef Klukowski Piłkarze     | −                              |
| Medale       | −                              | Luciano Mercante Medale      | Josue Dupon Medale jeździeckie |

### Szybownictwo
| Konkurencja        |                   |   |   |
| ------------------ | ----------------- | - | - |
| Przelot nad Alpami | Hermann Schreiber | − | − |

### Alpinizm
| Konkurencja                              |                                                 |   |   |
| ---------------------------------------- | ----------------------------------------------- | - | - |
| Ekspedycja w Himalaje w 1930 i 1931 roku | / Günter Oskar Dyhrenfurth & Hettie Dyhrenfurth | − | − |